# 大七酒造
大七酒造株式会社（だいしちしゅぞう）は、福島県二本松市の酒類の製造・販売業者。「生もと造り」にこだわっており、醸造している全商品が生もと造りとなっている。
キャッチフレーズは、『酒は大七、うまさは第一』である。
商標は『大七』である。
福島周辺（栃木と宮城の一部にも）の鉄道、主要国道などから見える山腹に、白文字で「酒は大七」とした野立て看板を立てている。近年はかなり減ったが、それでもかなりの数の看板が林立している。

## 沿革
- 1752年 - 創業。

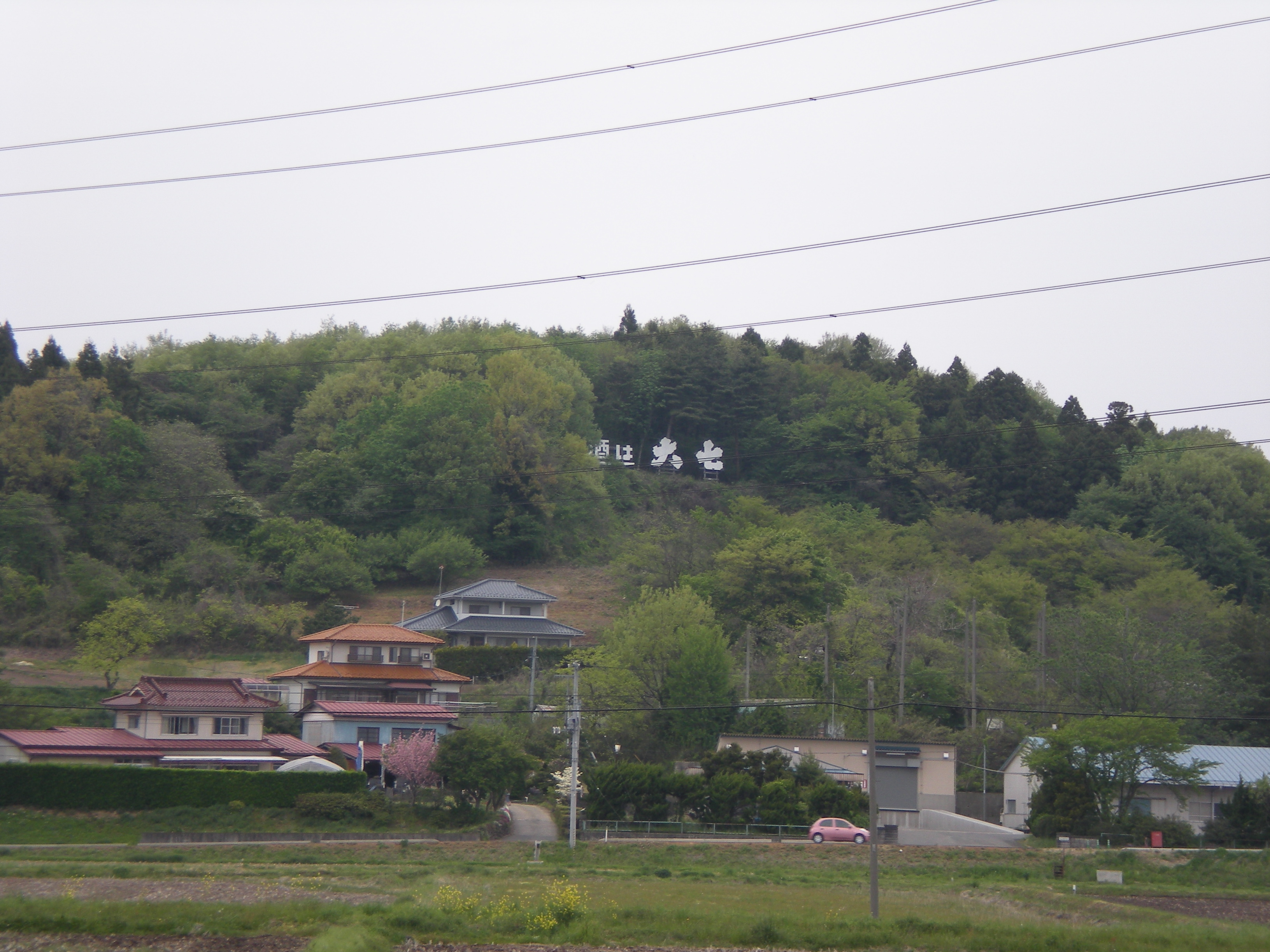
大七 野立看板。

- 2008年 - 北海道洞爺湖サミットにおいて、公式晩餐会の乾杯酒に純米大吟醸酒が採用される。
- 2009年 - 蒸米に使用する和釜二基を新造。鋳造は、南部鉄器の伝統を有する岩手製鉄株式会社。

## 銘柄
日本酒「大七」
- 「妙花闌曲」生酛純米大吟醸・雫原酒
- 「妙花闌曲グランド・キュヴェ」生酛純米大吟醸・雫原酒
- 「妙花闌曲Ω（オメガ）」純米大吟醸・雫原酒
- 「宝暦大七」生酛純米大吟醸・雫原酒
- 「箕輪門」生酛純米大吟醸
- 「皆伝」生酛純米吟醸
- 「楽天命」木桶仕込み生酛純米酒
- 「純米生酛CLASSIC」
- 「純米生酛」
- 「生もと造り辛口本醸造 樽酒」
- 「雪しぼり」本醸造生原酒
- 「雪しぼり・本醸造にごり酒」
- 「玉依御前･亀鏡」純米大吟醸・雫原酒
- 「不倒翁」生酛純米古酒
- 「大七頌歌」生酛純米大吟醸
- 「古皆傳」生酛純米吟醸
- 「からくち生酛」
- 「生酛貴醸酒」
- 「螺鈿」純米吟醸酒
- 「純米生酛・山田錦」特別純米酒
- 「真桜」純米吟醸酒

リキュール
- 「生酛梅酒」
- 「生酛梅酒シルキー・スパークリング」純米生酛造り
- 「生酛花梨酒」

その他
- 「とろける酒粕・純米」